# Ctenodontina mochica
Ctenodontina mochica är en tvåvingeart som beskrevs av Lamas 1973. Ctenodontina mochica ingår i släktet Ctenodontina och familjen rovflugor.
Artens utbredningsområde är Peru. Inga underarter finns listade i Catalogue of Life.